# Montirat, Aude
Montirat là một xã của Pháp, nằm ở tỉnh Aude trong vùng Occitanie. Người dân địa phương trong tiếng Pháp gọi là Montiranais.
Montirat có cự ly 10 km so với Carcassonne.        
Các xã giáp ranh:Fontiès-d'Aude, Monze et Floure.

## Hành chính
| Danh sách các xã trưởng                |                  |                   |      |         |
| Giai đoạn                              | Giai đoạn        | Tên               | Đảng | Tư cách |
| tháng 3 năm 2008                       | tháng 3 năm 2014 | Jean-Pierre Pelix |      |         |
| tháng 3 năm 2001                       | tháng 3 năm 2008 | Jean-Pierre Pelix |      |         |
| Tất cả các dữ liệu trước đây không rõ. |                  |                   |      |         |

## Thông tin nhân khẩu
| Năm    | 1962 | 1968 | 1975 | 1982 | 1990 | 1999 | 2004 |
| ------ | ---- | ---- | ---- | ---- | ---- | ---- | ---- |
| Dân số | 79   | 88   | 77   | 41   | 49   | 60   | 68   |